# Fulvio Martusciello

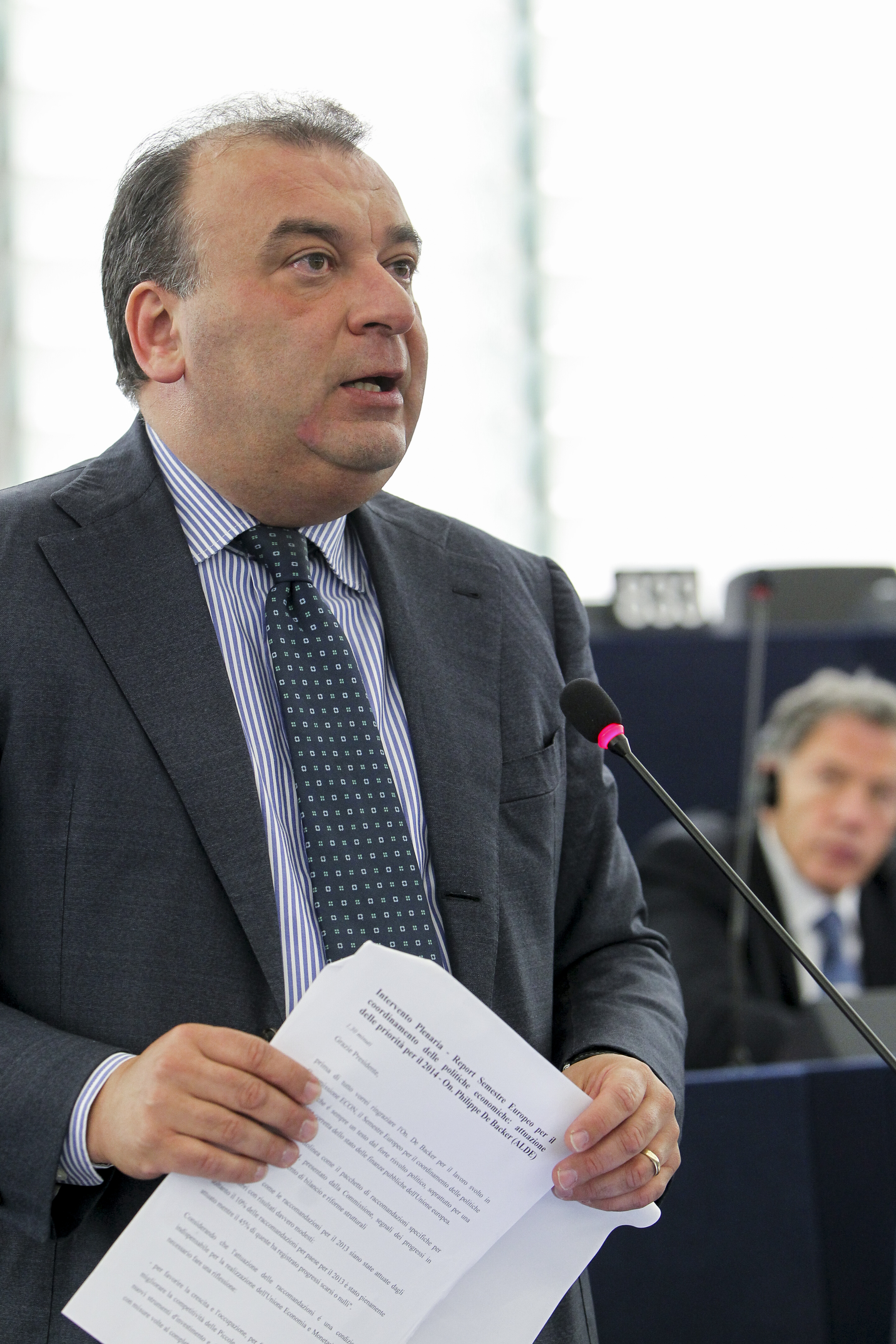
Fulvio Martusciello

Fulvio Martusciello (* 25. Mai 1968 in Neapel) ist ein italienischer Politiker der Forza Italia.

## Leben
Martusciello studierte Rechtswissenschaften an der Universität Neapel Federico II. Er ist seit 2014 Abgeordneter im Europäischen Parlament. Dort ist er Vorsitzender der  Delegation für die Beziehungen zu Israel und Mitglied in der Konferenz der Delegationsvorsitze, im Haushaltskontrollausschuss, im Ausschuss für Wirtschaft und Währung und in der Delegation in der Parlamentarischen Versammlung der Union für den Mittelmeerraum.